# Věznice Plzeň
Věznice Plzeň, často označována jako věznice Bory, je věznice s ostrahou s odděleními pro výkon trestu odnětí svobody ve středním a vysokém stupni zabezpečení věznice s ostrahou. Je zde i oddělení pro výkon trestu v režimu se zvýšenou ostrahou. Je umístěna v jižní části města Plzně při silnici do Klatov. V období totality byla zvláště v letech 1949–1952 proslulá pro fyzické týrání a vraždy vězňů. Je největší věznicí v České republice.

## Dějiny věznice
V roce 1869 rozhodlo c. k. ministerstvo spravedlnosti o výstavbě nové trestnice v okolí většího města. Za nejvhodnější bylo vybráno místo na pozemcích města Plzně. Autorem základní koncepce vězeňského areálu byl architekt a c. k. stavební rada Emanuel Stanislav Trojan a projekt vypracoval c. k. inženýr pro vnitřní záležitosti Franz Maurus. Stavba prováděná stavebním podnikatelstvím pražského stavitele Franze Schöna byla zahájena 3. července 1874 na pozemku o rozloze 9,5 hektaru na katastrálním území Bory. Na stavbě pracovalo kolem 800 dělníků a podílela se na ní celá řada firem a podnikatelů. Věznice byla dostavěna v červenci 1878 a hned byla uvedena do provozu. Byla první trestnicí v Rakousku-Uhersku postavená přímo k tomuto účelu a patřila k největším a nejmodernějším. Věznice byla určena mužům - těžkým zločincům odsouzeným na více než 10 let a politickým vězňům z Čech, Moravy, Slezska, Dolního a Horního Rakouska, Solnohradska a Štýrska. Oficiální název věznice byl k. k. Männerstrafanstalt in Pilsen (C. k. mužská trestnice v Plzni). Původně byla věznice určena pro 915 trestanců, z toho 387 trestanců v samovazbě a 528 trestanců v společné vazbě. První vězni přijeli do věznice 15. července 1878. Současná kapacita je 1064 odsouzených a 143 obviněných, celkem tedy 1207 vězněných osob.
Na konci 19. století sem byli umisťováni političtí vězni celého Rakousko-Uherska. To se opakovalo v druhé polovině 50. let opět pro politické vězně z Československa.

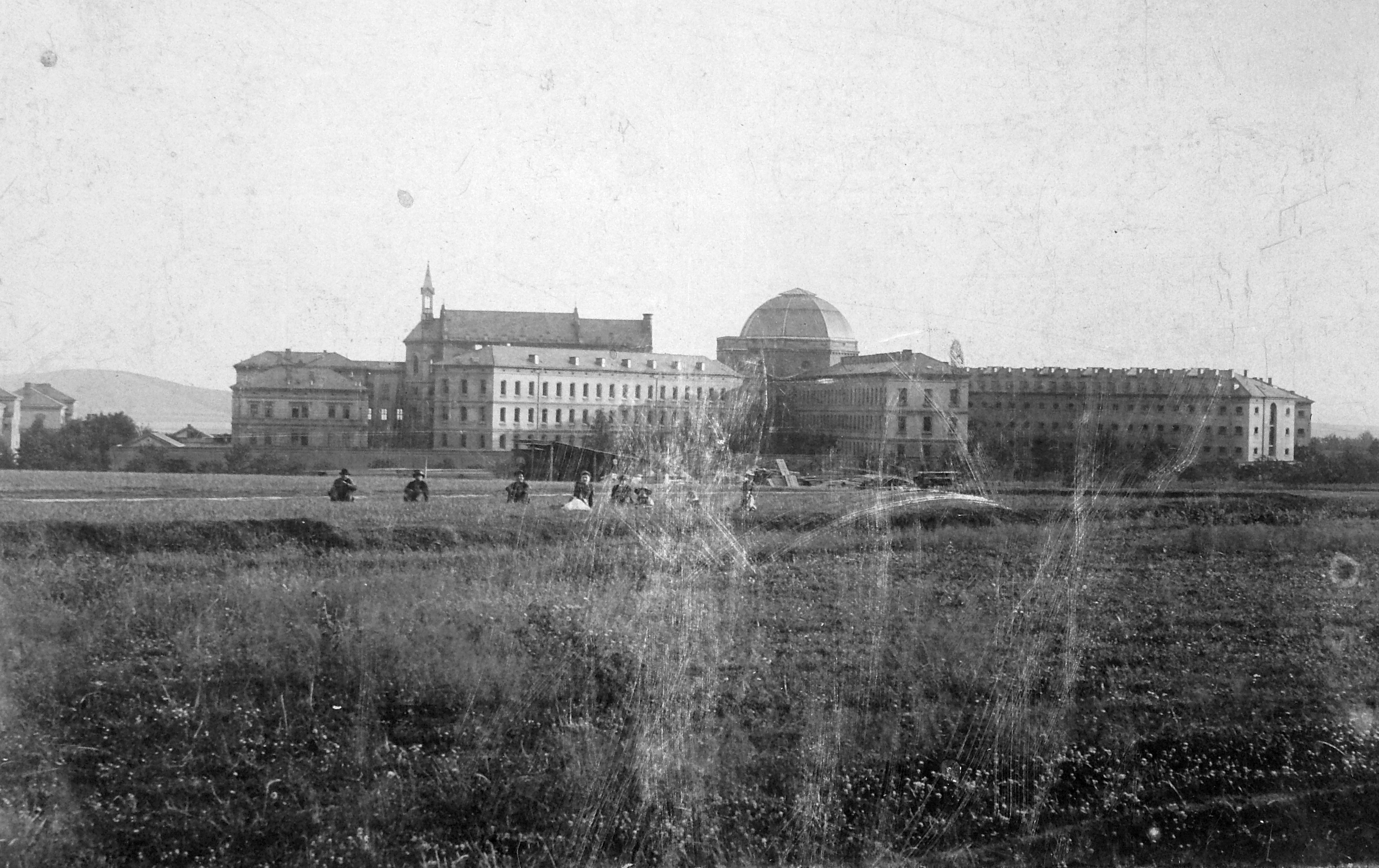
Věznice v roce 1905

První domácí řád byl vydán 2. dubna 1878, během let se mnohokrát měnil. První větší změna byla v roce 1921, další v roce 1937. Velkou změnou byl vězeňský řád z roku 1951, kdy došlo k přejmenování věznice na Trestní ústav pro muže Plzeň. V roce 1953 byl vydán další řád nápravních zařízení podle sovětského vzoru. Věznice byla přejmenována na Ústav nápravných zařízení Plzeň, v roce 1955 se název změnil na Nápravně pracovní tábor Plzeň, v letech 1961–1965 název Útvar nápravných zařízení ministerstva vnitra Plzeň. Od roku 1965 nový název Nápravně výchovný ústav Plzeň. V tomtéž roce bylo zřízeno speciální oddělení pro odsouzené s psychickými poruchami. V šedesátých letech 20. století nastalo krátké období humanizace vězeňství, které skončilo v roce 1968. V roce 1973 zde vzniklo středisko protialkoholní léčby, po krátkou dobu zde byly umisťovány také odsouzené ženy. Po roce 1989 byli propuštěni političtí vězni a věznice přestala fungovat jako místo pro politické vězně. Po amnestii v roce 1990 se snížil počet vězňů na minimum. 5. dubna 1991 vypukla vzpoura 24 vězňů, kteří nebyli na amnestii propuštěni. Vzpoura byla potlačena a byla největší v historii věznice. V roce 1993 se změnil název na Ústav pro výkon trestu Plzeň, v roce 1994 název Věznice Plzeň. Věznice se stala zařízením se zvýšenou ostrahou, ostrahou a dozorem pro odsouzené muže a pro výkon vazby. Zůstala tady speciální oddělení pro odsouzené drogově závislé a psychopaty.

### 50. léta 20. století

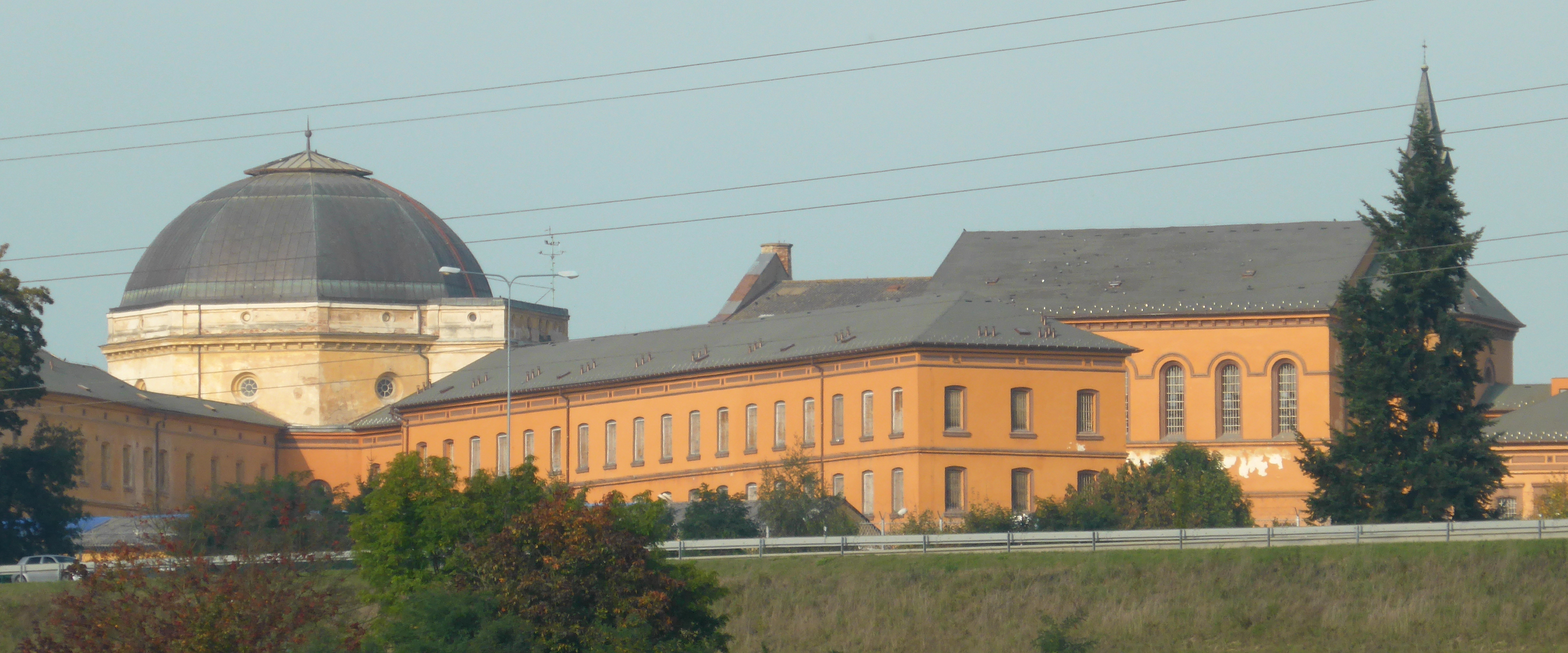
Věznice od jihu

Po druhé světové válce spravoval věznici Sbor vězeňské stráže, spadající pod Ministerstvo spravedlnosti. Počet vězňů na začátku roku 1948 byl včetně 12 odloučených pracovišť 2512 (1212 přímo Bory), na konci 2867. Rok 1948 byl charakterizován přeplněnými celami (i samotky obsazené 2–5 vězni), primitivní hygienou, životními podmínkami na cele (cela bez vody a místo záchodu kbelík na vynášení), nedostatečnou léčbou nemocných, nedostatkem členů stráže. V únoru 1948 byl odvolán přednosta věznice Karel Černý a dosazen byl Jaroslav Leiss. Záhy na to proběhly další výrazné personální změny na všech úrovních sboru od původní apolitičnosti k příklonu ke KSČ a třídnímu právu. Od ledna roku 1949 vykonával vedení trestního ústavu Plzeň–Bory sadista kpt. František Šafarčík, od srpna roku 1951 Václav Ladman, kteří jsou původci nejhoršího období ve věznici.
Vězeňská stráž byla vybízena k tvrdému postupu proti třídnímu nepříteli a její hodnocení bylo prováděno podle míry a tvrdosti aplikované šikany trestů (chození nebo dřepování do vyčerpání, bití, samotka, hladovka, zákaz návštěv, odepření dopisů domů, zákaz vycházek, duševní týrání) za drobné nebo smyšlené prohřešky. Byla vytvořena vězeňská samospráva především z retribučních a kriminálních zločinců, která atmosféru ještě přitvrdila. Na oddělení D1, vězni nazývané Kreml, byla odsunuta a izolována odsouzená elita národa. V roce 1950 byla mezi stráží i mezi vězni vybudována agenturní informační síť. V tomtéž roce je StB vykonstruováno spiknutí několika vězňů, domnělí aktéři, včetně jednoho dozorce, byli tentýž rok popraveni. V září 1952 byl Sbor vězeňské stráže přeřazen pod Ministerstvo vnitra.
| „                                               | ... že jsem ošetřoval celou řadu zbitých vězňů, kde se jednalo o vyražené zuby, zlámaná žebra, perforace bubínků, otřes mozku, nepočítaje v tom hematomy či zranění, která zanechala železa, že se tedy jednalo skutečně o vězně, kteří byli zbiti, a to mnohdy nejen rukou, ale i obušky nebo jako v případě Brabce bejkovci. | “ |
| — MUDr. Josef Chvojka, zpráva inspekce MV, 1968 | |   |

Bicí komando týrající vězně na Borech: František Šafarčík, Václav Brabec, Václav Valm, Karel Kraml, Zdeněk Novák, Václav Trepka, Šimon Šepík, Václav Potužník, Antonín Tichý, Evžen Stroin, Václav Mašek, František Cajthaml, Václav Ladman, Vasil Račko, Vyčichlo, Handrle. Toto komando se oblékalo do modrých montérek, vnikalo na cely a se slovy: „Neseme Vám pozdrav od dělníků ze Škodovky“ surově tloukli vězně. O Františku Šafarčíkovi se tradovalo, že je „specialista na rozkopávání holenních kostí“.

## Popis stavby

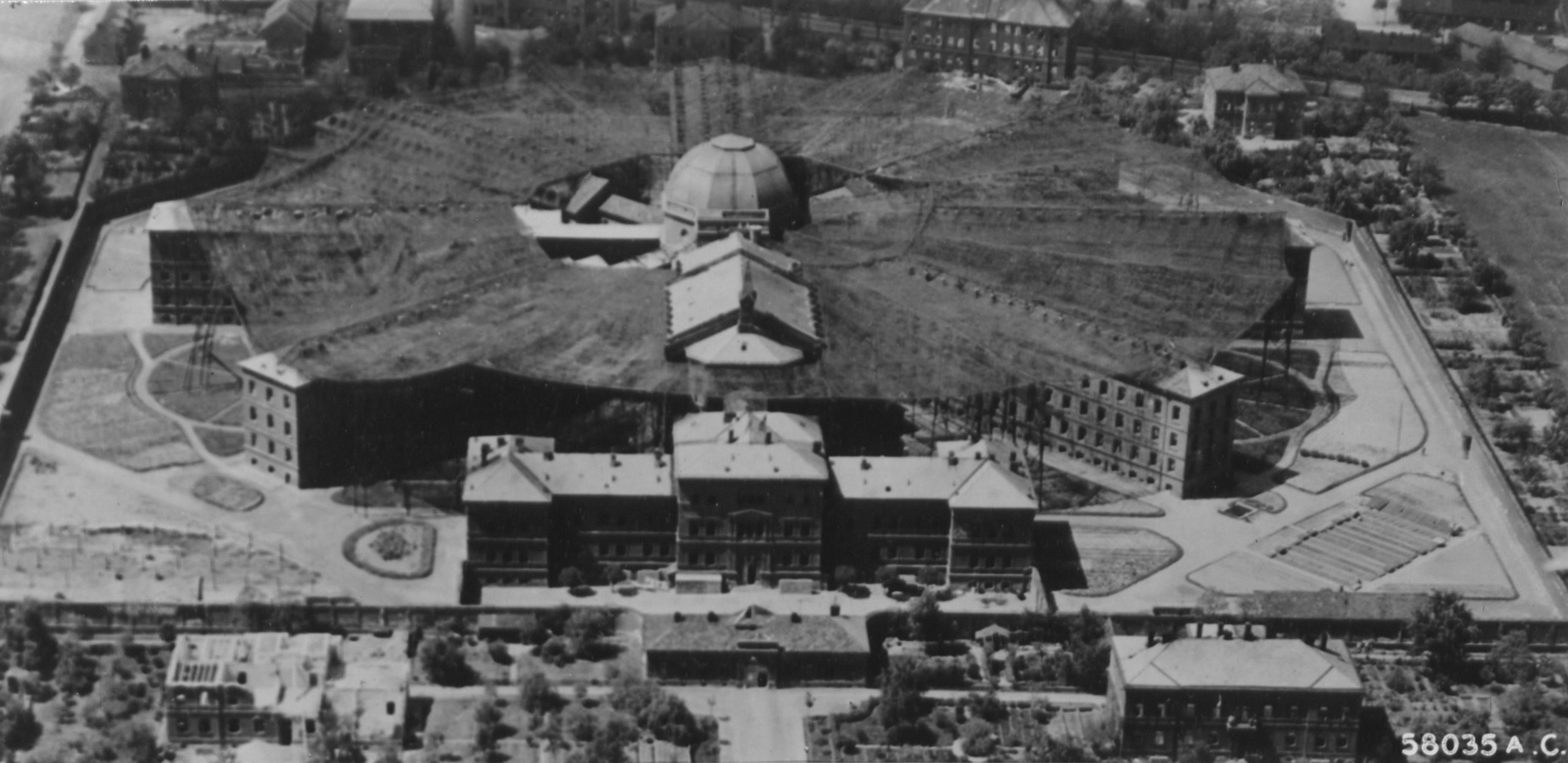
Letecký snímek věznice (1945)

Areál věznice zahrnoval při jejím vzniku obytné a administrativní budovy, nemocnici, kapli, technické zázemí včetně strojoven a plynárny. Nedaleko se nacházel i hřbitov pro trestance. Objekt věznice má tvar osmicípé hvězdy, v jejímž středu se nachází centrální hala s vnitřním průměrem 19 m a výškou 24 m a s kopulovitou střechou, jejíž krov byl vysoký 11 m. Z tohoto místa bylo možné sledovat všechny trakty s minimálním počtem dozorců. Ze středu haly vybíhá osm křídel o dvou patrech. Každé křídlo je více než 85 m dlouhé a 18 m široké. Původně byla tři křídla určena pro samovazbu, čtyři pro společnou vazbu. V posledním křídle, tzv. střední budově byly umístěny kanceláře a kostel. Na toto křídlo navazovala budova v průčelí věznice, ve které byl špitál a místnosti pro dozorce. Celý areál věznice byl propojen tak, aby se mohlo projít všemi trakty. U věznice bylo postaveno pro dozorce a úředníky celkem devět obytných domů, šest v areálu a tři mimo areál věznice. Do areálu věznice se vstupovalo jedinou mohutnou branou umístěnou v jednopatrové průčelní velitelské budově, která byla 65 m dlouhá. Tato budova je se střední budovou spojena 40 m dlouhým dvoupatrovým křídlem, kde se původně nacházela kaple postavená v historizujícím novorománském slohu a vysoká přes dvě patra. Kaple byla vybavena oltářem s obrazem Kristus jako dobrý pastýř od malíře Emila Lauffera, varhany a lavicemi. Nad kaplí je umístěna malá věžička opatřená zvonkem. Za doby socialismu byla v roce 1950 kaple zlikvidována a přestavěna na kulturně-společenský sál a tělocvičnu. Prostor kolem budovy věznice byl původně upraven na vycházkové dvory.
Během let se komplex věznice měnil. V roce 1906 bylo za ohradní zdí postaveno ústavní hospodářství, které bylo využíváno mimo jiné i jako psinec do roku 2008, kdy bylo zbořeno. V roce 1928 byla za zdí postavena nová kotelna, zbořena také v roce 2008. Na počátku třicátých let 20. století byl postaven ještě jeden dům pro dozorce, také zbořený v roce 2008. V letech 1947–1949 byl na místě bombardováním zničeného obytného domu během 2. světové války postaven nový funkcionalistický dům pro zaměstnance. V průběhu 50. až 70. let 20. století byly vystavěny další výrobní objekty, ve kterých vězni pracovali. Nová kaple byla zřízena v suterénu po roce 1989, dokončena byla podle návrhu vězeňského kaplana Blažeje Pelána a architekta Davida Vávry a vysvěcena v roce 2016.
Ohradní zeď měřila původně 3,8 m, postupně byla zvyšovaná, v současnosti je vysoká 7 m. Kolem ohradní zdi je umístěno pět strážních věží.

## Ředitelé a náčelníci
- Julius Schnabl (1878–1895)
- Eduard Axmann (1895–1915)
- Ondřej Peschek (1916–1919)
- Karel Vlasák (1919–1922)
- Antonín Scheufler (1922–1923)
- JUDr. František Kočí (1923–1927)
- JUDr. Romuald Štefka (1928–1939)
- JUDr. Tomáš Šváb (1939–1940)
- JUDr. Štírský (1940–1946)
- Jaroslav Leiss (1946)
- JUDr. Karel Černý (1946–1948)
- Jaroslav Leiss (1948–1949)
- František Šafarčík (1949–1951)
- Václav Ladman (1951–1952)
- Oldřich Diepolt (1953–1955)
- Václav Trepka (1956–1968)
- František Ježek (1968–1980)
- RSDr. Pavel Vávra (1980–1990)
- JUDr. Jaroslav Čeřovský (1990)
- JUDr. Jaroslav Čechura (1990–1991)
- Karel Šlajs (1991–1993)
- František Zedek (1993–1994)
- Jiří Piroch (1994–2005)
- Ing. Jaroslav Zeman (2005)
- Mgr. Milan Váslavek (2005)
- Bc. Pavel Šefl (2005–2009)
- Mgr. Petr Folk (2009–2014)
- Mgr. Roman Záhorský (2014)
- Mgr. Jiří Bureš (2014)
- Mgr. Petr Vlk (2014–2021)[2]
- Mgr. Pavel Kopačka (2021–2022)
- Mgr. Drahoslav Červinka (2022–dosud)

## Vězněné osoby (výběr)
- členové spolku Omladina (např. Stanislav Kostka Neumann, Alois Rašín, Karel Stanislav Sokol, Antonín Hajn , Václav Čížek) v letech 1894–1895
- Josef Pačes – anarchista odsouzený za výrobu levicových tiskovin, 1885 až 1902
- generál Heliodor Píka (popraven zde 21. června 1949)
- generál Karel Janoušek – armádní generál a Air Marshal RAF
- generál Miroslav Kácha
- David Hathaway – anglický pastor 1972[6]
- Václav Havel – červenec 1981 až leden 1983[7]
- Pavel Wonka – odpůrce komunistického režimu
- Dominik Duka – kněz a dominikán (1981-1982), pozdější pražský arcibiskup a kardinál
- Aleš Polanský – odpůrce komunistického režimu (1980–1982)
- hokejisté národní reprezentace ČSSR odsouzení v procesu Modrý a spol.
- Jiří Dienstbier – disident, pozdější politik
- Petr Cibulka – signatář Charty 77
- Václav Umlauf – disident, filosof, pozdější jezuitský kněz (1980–1982)
- Tomáš Řepka – fotbalista, bývalý reprezentant

## Zajímavosti

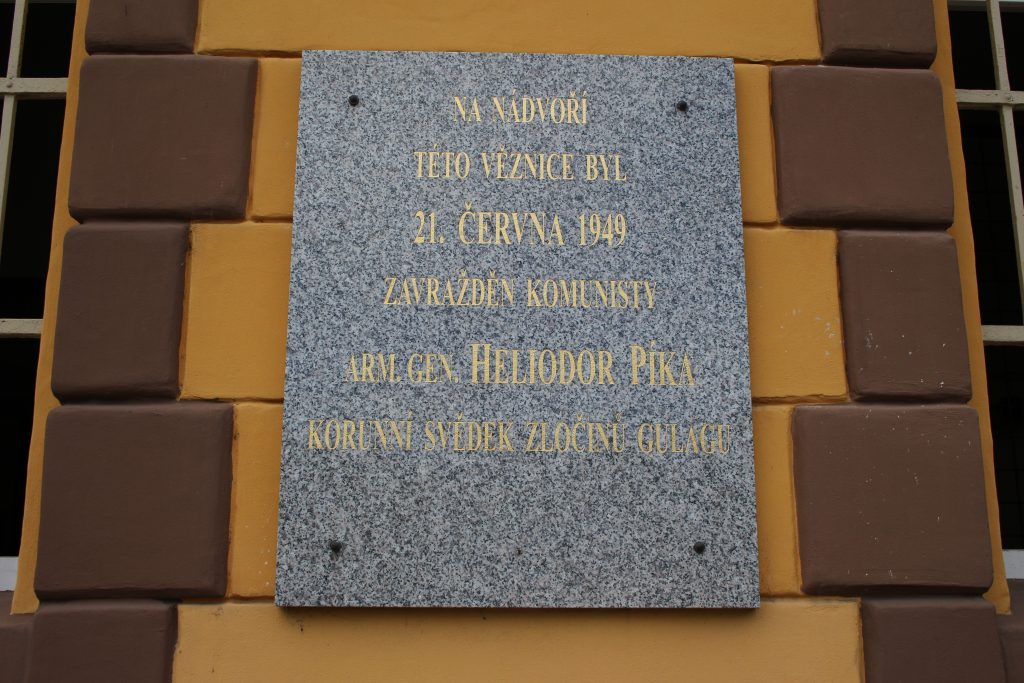
Pamětní deska Heliodoru Píkovi

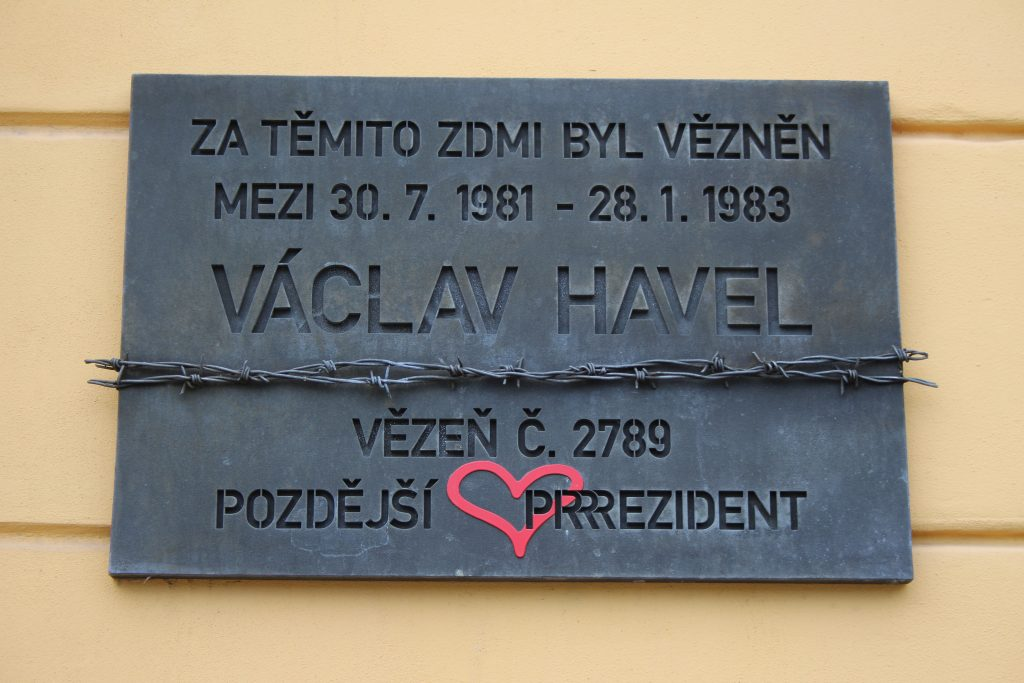
Pamětní deska Václavu Havlovi

- Ve věznici byly nainstalovány pouze čtyři pamětní desky:

1. pamětní deska "věnovaná popraveným a umučeným členům sboru vězeňské stráže v německých žalářích" – odhalena 19. května 1946
2. pamětní deska věnovaná zde vězněným politickým vězňům v letech 1939–1989. Iniciátorem byla Konfederace politických vězňů – odhalena začátkem 90. let 20. století
3. pamětní deska na paměť zde popraveného generála Heliodora Píky – odhalena 21. června 2009
4. pamětní deska věnovaná Václavu Havlovi – odhalena 5. října 2016[2]

- Ve věznici se z velké části natáčel v roce 1948 film režiséra Jiřího Slavíčka s názvem Dvaasedmdesátka. Také ve filmu Jára Cimrman ležící, spící se objevila zmínka o Věznici Bory.

- Nedaleko bran věznice došlo v roce 1993 k vraždě plzeňského podnikatele Štefana Jandy a postřelení jeho bodyguarda Juliána Pokoše, za což byl obviněn a odsouzen na doživotí Jiří Kajínek.
- Expozice devíti ve věznici nalezených obrazů Rudolfa Toussainta, někdejšího zmocněnce německé branné moci při úřadu říšského protektora, který byl i malířem a ve věznici si odpykával část doživotního trestu, byla otevřena 2. května 2011.[2]
- Pro její hvězdicovitý tvar se jí s jistou dávkou ironie říká „Hotel Hvězda“.[8]